# Znob-Nóvjorodske
Znob-Nóvjorodske (en ucraniano: Зноб-Новгородське, romanizado: Znob-Nóvhorodske; en ruso: Знобь-Новгородское, romanizado: Znob-Nóvgorodskoye) es un pueblo ucraniano perteneciente al óblast de Sumy. Situado en el norte del país, es parte del raión de Shostka y centro del municipio (hromada) homónimo.

## Geografía
Znob-Nóvjorodske se encuentra en la margen izquierda del río Znobivka, a 36 km de Serédina-Buda y a 220 km de Sumy, cerca de la frontera con Rusia.

## Historia
Desde 1782, el pueblo de Znoba fue parte del uyezd de Pogarsky del virreinato de Nóvgorod-Síverski, y más tarde fue un pueblo del vólost Protopopivka del uyezd de Nóvgorod-Síverski de la gobernación de Chernígov del Imperio ruso.  
Durante la Segunda Guerra Mundial, el pueblo fue ocupado por tropas alemanas del 10 de septiembre de 1941 al 7 de septiembre de 1943. 
Znob-Nóvjorodske recibió el estatus de asentamiento urbano en 1961 y desde 1962 forma parte del raión de Serédina-Buda.
Hasta el 18 de julio de 2020, Znob-Nóvjorodske formó parte del raión de Serédina-Buda. El raión se abolió en julio de 2020 como parte de la reforma administrativa de Ucrania, que redujo el número de raiones del óblast de Sumy a cuatro. El área del raión de Serédina-Buda se fusionó con el raión de Shostka.En 2023, Znob-Nóvjorodske perdió el estatus de asentamiento de tipo urbano en la legislación ucraniana debido a la eliminación de este estatus administrativo.
Tras la invasión rusa de Ucrania, una instalación de infraestructura crítica resultó dañada en el pueblo el 28 de junio de 2024.

## Demografía
La evolución de la población de Znob-Nóvjorodske entre 1959 y 2022 fue la siguiente:
| 1965                                                          | 2649 | 2668 | 2222 | 1966 | 1900 | 1830 |
| (Fuente: Cities & Towns of Ukraine y UKRAINE: Größere Städte) |      |      |      |      |      |      |

Según el censo de 2001, la lengua materna de la mayoría de los habitantes, el 68,87%, es el ruso; del 31,08% es el ucraniano.

## Infraestructura

### Transporte
El asentamiento está conectado por carretera T-19-08 con Shostka y Serédina-Buda. 